# 朝外街道
朝外街道，原名朝阳门外街道，是中国北京市朝阳区下辖的一个街道办事处，位于朝阳区西部。
始建于1954年。东至东大桥路，西至东二环路，南至光华路，北至北京工人体育场。面积2.2平方公里，人口6万人。内驻有外交部、司法部等国家政府机构，以及13个大使馆。朝外大街是繁华的商业街。古迹有日坛、北京东岳庙、神路街琉璃牌楼和南下坡清真寺。

## 下辖社区
朝外街道目前下辖7个社区：
- 芳草地社区
- 吉庆里社区
- 吉祥里社区
- 三丰里社区
- 体东社区
- 天福园社区
- 雅宝里社区